# غرابة (عدد كم)
الغرابة (بالإنجليزية: Strangeness)‏ هي خاصية للجسيمات توصف بعدد عدد كم نكهة (رمزه {\displaystyle S}) معرف بالفارق بين عدد كواركات الغريب (
s
) وضديد كواركات الغريب (
s
) الموجودة في الجسيمات:
{\displaystyle S=-(n_{\mathrm {s} }-n_{\bar {\mathrm {s} }})}
حيث يمثل {\displaystyle n_{\mathrm {s} }} عدد كواركات الغريب (
s
) ويمثل {\displaystyle n_{\bar {\mathrm {s} }}} عدد ضديد كواركات الغريب (
s
).
إتُفِق على أن تكون علامة أعداد كم النكهة نفس علامة الشحنة الكهربائية التي يحملها كوارك النكهة الموافق. بالتالي فإن كوارك الغريب الذي يحمل شحنة كهربائية {\displaystyle Q=-{\frac {1}{3}}}، يحمل لذلك عدد كم غرابة {\displaystyle S=-1}. وبما أن الكوارك الغريب الضديد لديه شحنة معاكسة{\displaystyle Q=+{\frac {1}{3}}}، فبالتالي فإن عدد كم نكهته هو {\displaystyle S=+1}.

## اكتشاف الغرابة
استحدث عدد كم الغرابة من قبل موري جيلمان وكازوهيكو نيشيجيما لشرح حقيقة أن بعض الجسيمات، مثل الكاون وعدد من الهايبرون، التي يتم إنشاؤها بسهولة عند تصادم الجسيمات، تظمحل ببطء أكثر بكثير مما هو متوقع بالنظر إلى كتلها الكبيرة كبر المقاطع المسعرضة لإنتاجها. كما لاحظا أن الاصطدامات تنتج دائما أزواجا من هذه الجسيمات، لذلك افترضا وجود كمية منحفظة جديدة، أطلقا عليها اسم «الغرابة»، تنحفظ أثناء إنشاء الجسيمات ولكنها لا تنحفظ أثناء إظمحلالها.

## انحفاظ الغرابة
ككل أعداد الكم المتعلقة بالنكهة، يتم حفظ الغرابة في التأثر الشديد والتأثر الكهرومغناطيسي، ولكن ليس عند التأثر الضعيف (انظر مصفوفة CKM). وبالتالي، لا يمكن لأخف الجسيمات التي تحتوي على كوارك غريب أن تضمحل عبر التأثر الشديد، ويجب بدلا من ذلك أن تضمحل عبر التأثر الضعيف الأبطأ منه بكثير.
ففي الإضمحلال الضعيف من الرتبة الأولى، وهي التفاعلات التي تنطوي على إضمحلال كوارك واحد فقط، يمكن للغرابة أن تتغير بدرجة واحدة فقط ({\displaystyle \Delta S=\pm 1,0}). وبما أن التفاعلات من الرتبة الأولى هي أكثر شيوعا من تفاعلات الرتبة الثانية (التي تشمل إضمحلال كواركين إثنين كما في حالة الميزونات 
K0
 و 
K0
)، فإنه يمكن أن تستخدم بمثابة «قاعدة إنتقاء» تقريبية للإضمحلال الضعيف.

## وصلات خارجية
- Lessons in Particle Physics Luis Anchordoqui and Francis Halzen, University of Wisconsin, 18th Dec. 2009